# Atlas-Legung

Atlas-Legungen (schematische Darstellungen)
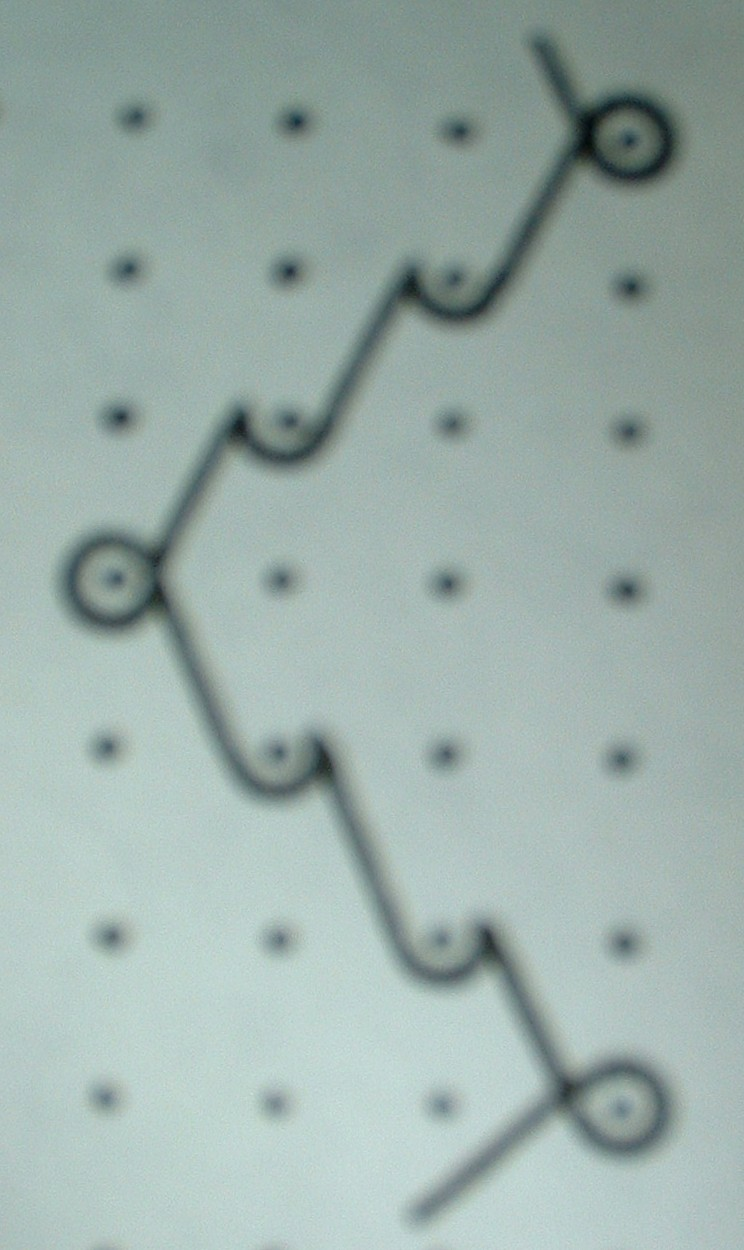
Offene Legung
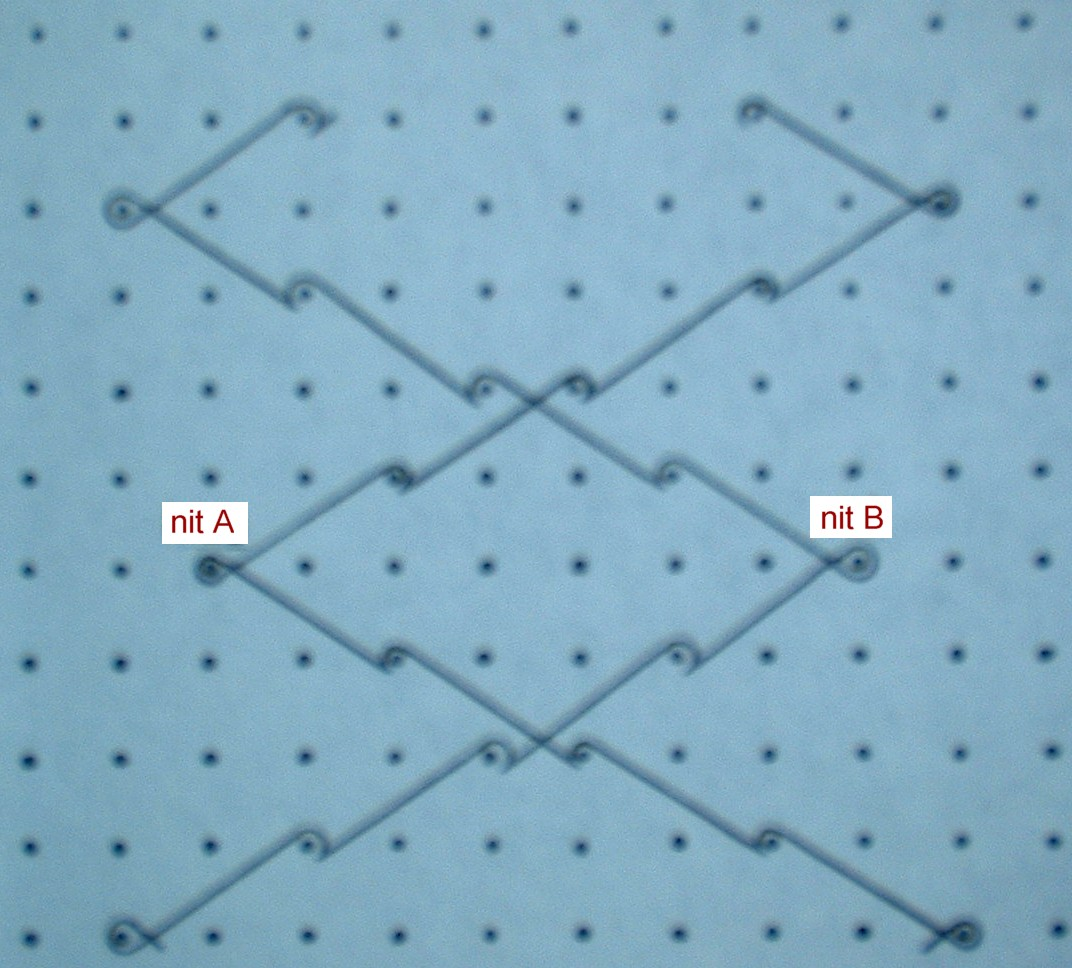
Doppelte Legung

Die Atlas-Legung ist eine Grundlegungsart der Kettenwirkerei.
Hierbei werden die Kettfäden auf der Kettenwirkmaschine mehrmals hintereinander und gleichmäßig in gleicher Richtung auf die jeweils benachbarte Nadel gelegt. Die Richtung wird erst  mit der Umkehrreihe geändert und die Fäden werden in gleicher Weise wieder zurück bis zum ursprünglichen Stäbchen gelegt. Die Anzahl der Maschenreihen bis zur Umkehrstelle verleiht dem Atlas seine Bezeichnung, zum Beispiel 2-reihiger bis 24-reihiger Atlas. Die Richtungsänderung bewirkt unterschiedliche Lichtreflexionen in der Kettenwirkware, wodurch eine Streifenoptik entsteht.
Die Fäden flotten im Gegensatz zur Satinlegung nicht. Die Maschen werden dadurch schräg verzogen. Das ergibt das für den Atlas typische Zick-Zack-Bild.
Man unterscheidet den gewöhnlichen und den hinterlegten Atlas, wobei der gewöhnliche Atlas um eine, der hinterlegte Atlas um zwei Nadelteilungen wandert. Beide Arten können offen und geschlossen gearbeitet werden.